# Duquesne Gardens
Le Duquesne Gardens était une enceinte sportive de Pittsburgh en Pennsylvanie de la première moitié du XXe siècle.

## Historique

### Les débuts de la salle
Créé en 1890 en tant que garage automobile, le lieu est reconverti cinq ans plus tard pour le coût de 500 000 dollars par Christopher Lyman Magee. Magee était le trésorier de la ville de Pittsburgh et transforme le lieu en salle multi-sport.
Dans les premières années, la salle accueille des rodeos, des matchs de boxe, le cirque, des diffusions de films ou encore des matchs de hockey sur glace. Le premier match de hockey a lieu dans la salle le 24 janvier 1899 entre deux équipes de la ville de Pittsburgh dont l'équipe de hockey de l'université.
Les Yellows Jackets (en français, les maillots jaunes) sont les joueurs de la première équipe officiellement organisée de la ville à jouer régulièrement dans la salle. Lorsque l'équipe rencontre des difficultés financières, le propriétaire, un ancien arbitre de hockey, Roy Schooley, vend l'équipe à  James F. Callahan. Il renomme l'équipe en l'honneur de l'équipe de baseball de la ville.

### Les Pirates
Les Pirates vont leur début au sein de la Ligue nationale de hockey le 7 novembre 1925 et l'équipe devient la troisième franchise basée aux États-Unis à évoluer dans la Ligue (après les Bruins de Boston et les Americans de New York). Le premier match de la franchise dans la LNH a lieu le 2 décembre 1925 et les Pirates s'inclinent face aux Americans de New York sur le score de 2 buts à 1 en prolongation. Lionel Conacher est le premier buteur de l'histoire de la salle dans la LNH.
En 1928, les problèmes financiers forcent Callahan à vendre l'équipe à un groupement financier mais les résultats ne sont pas pour autant au rendez-vous et la saison suivante est la pire de l'histoire des Pirates avec 36 défaites et 3 matchs nuls sur 44 rencontres. Dans le même temps, la crise financière de 1929 n'arrange pas les affaires et les nouveaux propriétaires se retrouvent à leur tour dans le rouge. Avec une dette de près de 400 000 dollars, l'équipe est déplacée à Philadelphie et devient les Quakers de Philadelphie. 

### Les Hornets
Le 4 octobre 1936 la franchise des Olympics de Détroit est vendue et transférée à Pittsburgh. La nouvelle franchise des Hornets fait ses débuts au sein de la Ligue internationale américaine de hockey (qui deviendra plus tard la Ligue américaine de hockey) pour la saison 1936-1937. Le premier match des Hornets se solde sur une victoire 5 à 2 contre les Barons de Cleveland. Les Hornets vont remporter à deux reprises la Coupe Calder, trophée ultime de la LAH, en jouant dans le Duquesne Gardens : en 1952 et 1955.
En 1956, la patinoire est abattue et les Hornets déménagent alors à Rochester pour devenir les Americans de Rochester. Une nouvelle franchise portant le même nom fait son retour dans la LAH en 1961, année de l'inauguration de la nouvelle patinoire de la ville,  le Civic Arena.

### Six jours de Pittsburgh
Les Six jours de Pittsburgh, course cycliste de six jours, sont disputés au Duquesne Gardens, huit éditions ont lieu entre 1908 et 1940. À chaque événement cycliste, une nouvelle piste de bois aux virages abrupts est construite par des ouvriers spécialisés.